# 根岸町 (町田市)
根岸町（ねぎしまち）は、東京都町田市の地名。「丁目」の設定のない単独町名である。郵便番号は194-0034。

## 地理
町田市の中西部、境川東岸に位置する。東は根岸、西は矢部町、南は神奈川県相模原市中央区淵野辺本町、北は忠生と接している。
かつては隣接する木曽町や矢部町の中に根岸町の飛地がいくつか存在し、郵便物の配達に支障をきたす等の不便が生じていたが、地番整理によって飛地は一部箇所を除いて解消された。

### 河川
- 境川 - 神奈川県相模原市との都県境付近を流れる。

## 歴史
もとは木曽村の一部で、延享三年（1746年）頃に分村し、以後根岸村となったとされる。
『新編武蔵風土記稿』では戸数52。

### 地名の由来
根岸とは丘や大地のふもとに沿った土地を指し、それがそのまま地名となったといわれる。

### 沿革
- 1746年（延享三年）頃 - 木曽村より根岸村が分立する。
- 1868年（明治元年） - 武蔵知県事と韮山県に分属とされた。その後同年末までに東京府となるものの、多摩地域が横浜に居住する外国人の遊歩区域であるとの神奈川県知事陸奥宗光の上申により神奈川県に移管される。
- 1873年（明治6年）5月1日 - 区番組制により第八区三番組となる。
- 1874年（明治7年）6月15日 - 大区小区制により、第八大区三小区となる。
- 1878年（明治11年）7月22日 - 郡区町村制施行。神奈川県南多摩郡根岸村となる。
- 1884年（明治17年）7月5日 - 連合戸長役場制により、根岸村、木曽村、上小山田村、図師村、山崎村が5ヶ村連合となる。連合戸長役場は木曽村に置かれる。
- 1889年（明治22年）4月1日 - 町村制施行。根岸村と木曽村・上小山田村・下小山田村・図師村・山崎村が合併し、南多摩郡忠生村大字根岸となる。
- 1893年（明治26年）4月1日 - 神奈川県のうち、西多摩郡、南多摩郡、北多摩郡を東京府に移管。東京府南多摩郡忠生村大字根岸となる。
- 1943年（昭和18年）7月1日 - 東京都制により、東京都南多摩郡忠生村大字根岸となる。
- 1958年（昭和33年）2月1日 - 町田町、忠生村、鶴川村、堺村の1町3村が対等合併し、市制施行。町田市根岸町となる。
- 1978年（昭和53年）6月9日 - 根岸町、木曽町、山崎町、図師町 の一部より、忠生一〜四丁目を新設。
- 2007年（平成19年）12月1日 - 根岸町、木曽町、山崎町、本町田のそれぞれ一部で住居表示を実施し、木曽東一〜四丁目と木曽西一、四〜五丁目を新設。
- 2010年（平成22年）12月1日 - 神奈川県相模原市と境界の一部を変更。
- 2012年（平成24年）2月18日 - 根岸町、木曽町の一部より、根岸一、二丁目を新設。

## 世帯数と人口
2018年（平成30年）1月1日現在の世帯数と人口は以下の通りである。
| 町丁   | 世帯数  | 人口  |
| ------ | ------- | ----- |
| 根岸町 | 273世帯 | 672人 |

## 小・中学校の学区
市立小・中学校に通う場合、学区は以下の通りとなる。
| 番地 | 小学校             | 中学校             |
| ---- | ------------------ | ------------------ |
| 全域 | 町田市立忠生小学校 | 町田市立忠生中学校 |

## 交通

### 鉄道
JR横浜線淵野辺駅が最寄駅である。

### 路線バス
神奈川中央交通により、以下の路線が運行されている。
- 「忠生都営住宅前」バス停留所から町田バスセンター・ターミナル行き、橋本駅北口行き（一部便は多摩境駅経由）、淵野辺駅北口行きなどがある。
- 「桜美林学園前」バス停留所から淵野辺駅北口行きなどがある。
- 「日向根トンネル」バス停留所から町田バスセンター行き、淵野辺駅北口行きがある。

### 道路
- 東京都道47号八王子町田線（町田街道） - 町域北東辺を通る。
- 神奈川県道・東京都道57号相模原大蔵町線（芝溝街道） - 町域南東辺を通る。
  - 山根橋 - 2001年8月29日開通[9]
- 町田駅前通り - 町域中心部を通る。
  - 日向根トンネル - 1996年2月14日開通[10]
- 境川自転車歩行者専用道路（境川ゆっくりロード）

## 施設
商業
- ワークマン町田根岸店

病院
- 医療法人社団三翔会 町田脳神経外科